# Abbeville (Somme)
Abbeville [abvil]ⓘ (en flamenco occidental: Abbekerke; en picardo: Advile) es una comuna francesa, situada en el departamento de Somme y la región de Alta Francia.

## Etimología
El nombre de la ciudad ha cambiado mucho a lo largo de los años: Brittania (en el siglo III), Abacivo villa (en el siglo VI), Bacivum palatium, Cloie et Cloye (en el siglo VII), Abacivum villa, Basiu, Haymonis villa, Abbatis villa, Abbevilla (en el siglo XI), Abbavilla, Abedvilla, Abatis villa, Abbasvilla, Abbisvilla, Abbevile en 1209, Abbevilla in ponticio en 1213, Abisvil, Abeville en 1255, Abbeville en 1266, Abbisville, Abbeville en Pontiu (en el siglo XIII), Albeville, Aubeville en 1358, Albeville en 1347, Aubbeville, Aubeville, Abevile (1383), Abbativilla, y por último Abbeville, con el significado de la ciudad (en francés, ville) del abad (abbé en francés).

## Geografía
Abbeville, situada al sur de Somme, a 45 kilómetros río abajo de Amiens, se encuentra igualmente a 10 kilómetros a vuelo de pájaro de la bahía del Somme y del Canal de la Mancha.
Justo a medio camino entre Ruan y Lille, es la capital histórica del Condado de Ponthieu y de la Picardía marítima.
Abbeville está rodeada por ocho comunas; al norte: Buigny-Saint-Maclou y Drucat, al nordeste: Caours, al este: Vauchelles-les-Quesnoy, al sudeste: Épagne-Épagnette, al sur: Mareuil-Caubert; al oeste: Cambron y al noroeste: Grand-Laviers.

## Clima
| Parámetros climáticos promedio de Abbeville (France) | Parámetros climáticos promedio de Abbeville (France) | Parámetros climáticos promedio de Abbeville (France) | Parámetros climáticos promedio de Abbeville (France) | Parámetros climáticos promedio de Abbeville (France) | Parámetros climáticos promedio de Abbeville (France) | Parámetros climáticos promedio de Abbeville (France) | Parámetros climáticos promedio de Abbeville (France) | Parámetros climáticos promedio de Abbeville (France) | Parámetros climáticos promedio de Abbeville (France) | Parámetros climáticos promedio de Abbeville (France) | Parámetros climáticos promedio de Abbeville (France) | Parámetros climáticos promedio de Abbeville (France) | Parámetros climáticos promedio de Abbeville (France) |
| Mes                                                  | Ene.                                                 | Feb.                                                 | Mar.                                                 | Abr.                                                 | May.                                                 | Jun.                                                 | Jul.                                                 | Ago.                                                 | Sep.                                                 | Oct.                                                 | Nov.                                                 | Dic.                                                 | Anual                                                |
| ---------------------------------------------------- | ---------------------------------------------------- | ---------------------------------------------------- | ---------------------------------------------------- | ---------------------------------------------------- | ---------------------------------------------------- | ---------------------------------------------------- | ---------------------------------------------------- | ---------------------------------------------------- | ---------------------------------------------------- | ---------------------------------------------------- | ---------------------------------------------------- | ---------------------------------------------------- | ---------------------------------------------------- |
| Temp. máx. abs. (°C)                                 | 17.2                                                 | 19.9                                                 | 22.9                                                 | 29.3                                                 | 32.4                                                 | 35                                                   | 37.8                                                 | 37.3                                                 | 32.8                                                 | 27.8                                                 | 21.8                                                 | 16.1                                                 | 37.8                                                 |
| Temp. máx. media (°C)                                | 6.1                                                  | 6.9                                                  | 10                                                   | 12.6                                                 | 16.6                                                 | 18.8                                                 | 21.4                                                 | 21.9                                                 | 18.8                                                 | 14.6                                                 | 9.7                                                  | 7                                                    | 13.7                                                 |
| Temp. media (°C)                                     | 3.8                                                  | 4.1                                                  | 6.6                                                  | 8.5                                                  | 12.3                                                 | 14.7                                                 | 17                                                   | 17.3                                                 | 14.7                                                 | 11.1                                                 | 7                                                    | 4.8                                                  | 10.2                                                 |
| Temp. mín. media (°C)                                | 1.4                                                  | 1.4                                                  | 3.3                                                  | 4.5                                                  | 7.9                                                  | 10.5                                                 | 12.6                                                 | 12.6                                                 | 10.5                                                 | 7.7                                                  | 4.2                                                  | 2.6                                                  | 6.6                                                  |
| Temp. mín. abs. (°C)                                 | -17.4                                                | -15.2                                                | -9.8                                                 | -3.8                                                 | -1.6                                                 | 0.1                                                  | 4.3                                                  | 4.9                                                  | 1.3                                                  | -5                                                   | -8.5                                                 | -14.6                                                | -17.4                                                |
| Precipitación total (mm)                             | 61.9                                                 | 52.1                                                 | 54.5                                                 | 55.3                                                 | 58.4                                                 | 69.2                                                 | 53.5                                                 | 57.1                                                 | 77.4                                                 | 80.2                                                 | 87                                                   | 78.7                                                 | 785.3                                                |
| Horas de sol                                         | 58.9                                                 | 90.2                                                 | 114.6                                                | 167.8                                                | 198.7                                                | 206.4                                                | 215.2                                                | 216.9                                                | 154.5                                                | 114.8                                                | 78                                                   | 49.7                                                 | 1638.1                                               |
| Fuente: Météo climat stats «Clima de Abbeville».     |                                                      |                                                      |                                                      |                                                      |                                                      |                                                      |                                                      |                                                      |                                                      |                                                      |                                                      |                                                      |                                                      |

## Demografía
| Gráfica de evolución demográfica de Abbeville entre 2006 y 2019 |
|                                                                 |

Fuentes: INSEE.
Actualmente, Abbeville es la segunda ciudad más poblada de su departamento.

## Ciudades hermanadas
Abbeville está hermanada con las siguientes ciudades:
- Argos (Grecia, 1993)
- Burgess Hill (Reino Unido, 1994)